# Afrectopius melanopygus
Afrectopius melanopygus là một loài tò vò trong họ Ichneumonidae.